# NGC 356
NGC 356 is een spiraalvormig sterrenstelsel in het sterrenbeeld Walvis. Het hemelobject ligt ongeveer 241 miljoen lichtjaar van de Aarde verwijderd en werd op 27 september 1864 ontdekt door de Duitse astronoom Albert Marth.

## Synoniemen
- PGC 3754
- MCG -1-3-78
- VV 486
- IRAS01005-0715